# 疯狂出租车2
《疯狂出租车2》是一款由Hitmaker制作，世嘉发行的開放世界竞速游戏。本游戏是疯狂出租车系列第二作。游戏先于2001年初在Dreamcast上发行。本游戏收到大多数正面的评价。
《疯狂出租车2》的玩法与1代类似。玩家驾驶着出租车，接载乘客至制定地点。在2代中，玩家可以搭载多名乘客。
本游戏收到正面评价。GameRankings给与本游戏83.12%的评分。